# Andrija Kačić Miošić
Andrija Kačić Miošić (Brist, 1704. április 17. – Zaostrog, 1760. december 15.) horvát költő, ferencrendi barát.

## Életútja
Dalmáciában született, a Kacsicsok (Kačićok) ősrégi nemzetségéből származott, mely már Kálmán király idejében előkelő szerepet játszott. Ferencrendi szerzetes volt, teologiai tanulmányait Pesten végezte. 1728-tól filozófiát és teológiát tanított a zaostrogi kolostorban, majd 1737 és 1748 között Šibenikben (Sebenico), ekkor a brnói kolostor főnöke lett 1750-ig. Később pápai legátus volt Dalmáciában, Bosznia és Hercegovinában. Meghalt a zaostrogi kolostorban 1760-ban. 
Kačić Miošić mint költő még a 19. század végén is nagyon népszerű volt, mert népies stílusban, világosan, érthető nyelven megénekelte nemzetének hősi történetét. Őszinte barátja volt a magyaroknak s költeményeiben a magyar hősök tetteit is dicsőíti. Munkái összegyűjtve Razgovor ugodni naroda slovinskoga (A szláv nemzet kellemes beszélgetései) cím alatt jelentek meg, s számtalan kiadást értek (Velence, 1756, Zágráb, 1890). Horvát nyelvre lefordította Mózes öt könyvét és a próféták néhány könyvét. Ez a műve Korabljice név alatt ismeretes. 
1890-ben Zágrábban, majd Makarskában is szobrot emeltek emlékének.

## Művei

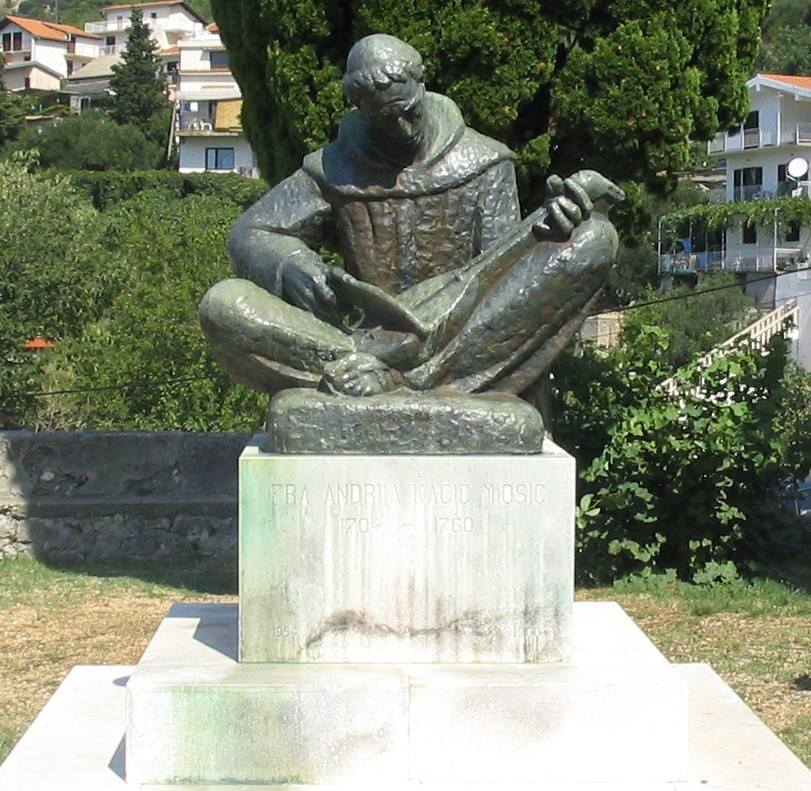
Szobra Bristben

- Razgovor ugodni naroda slovinskoga ('A szláv nép kellemes beszélgetései' 1756, bővített kiadás: 1759)|
- Korabljica ('Hajócska', krónika, 1960)
- Djela ('Művek', gyűjteményes kiadás, 1942 — 1945)

### Magyarul megjelentek
- 1 vers (Csuka Z., Jugoszláv költők antológiája, 1963)
- 2 vers (Csuka Z., Csillagpor, antológia, 1971; ugyanő: Adriai tengernek múzsája, antológia, 1976)